# Chemoautotrofie
Chemoautotrofie is een bepaalde vorm van autotrofie: de eigenschap van een organisme om zelf een stof aan te kunnen maken of energie vrij te maken zonder daarbij de hulp van een ander organisme nodig te hebben.
Bij chemoautotrofie wordt de energie verkregen uit oxidatieprocessen van anorganische stoffen. Chemoautotrofe organismen kunnen dus zichzelf van energie voorzien. Het voordeel hiervan is dat stoffen die vrij in de natuur verkrijgbaar zijn en meestal vaak voorkomen, onbewerkt gebruikt kunnen worden om energie uit te verkrijgen. Dit is een veel efficiëntere werkwijze dan die van chemoheterotrofe organismen, die eerst een ander organisme nodig hebben om uit anorganische stoffen organische stoffen op te bouwen, die chemoheterotrofe organismen vervolgens weer moeten afbreken om energie te verkrijgen.
Het woord is een Arabische en Griekse afleiding: chem kan als Arabische stam voor ieder chemisch proces worden gebruikt; autos betekent "zelf" en trophè "voedsel".
Een voorbeeld van chemoautotrofe organismen zijn planten in het donker: In het donker kunnen planten geen energie aanmaken met behulp van (zon)licht (fotoautotroof), en dus stappen ze over op verkrijging van energie door anorganische stoffen te oxideren. Op deze manier wordt er toch energie verkregen. Bij planten wordt dit ook wel de donkerreactie genoemd.

## Overzicht
| Energiebron     | Licht                   | foto-  |         |         | -troof |
| Energiebron     | Licht & redoxreactie    | mixo-  |         |         | -troof |
| Energiebron     | Redoxreactie            | chemo- |         |         | -troof |
| Elektronendonor | Organische verbinding   |        | organo- |         | -troof |
| Elektronendonor | Anorganische verbinding |        | litho-  |         | -troof |
| Koolstofbron    | Organische verbinding   |        |         | hetero- | -troof |
| Koolstofbron    | Anorganische verbinding |        |         | auto-   | -troof |